# ТЕС Тарахан
5°30′37″ пд. ш. 105°20′29″ сх. д. / 5.51028° пд. ш. 105.34139° сх. д.
ТЕС Тарахан — комплекс теплових електростанцій, розташованих на східному завершенні індонезійського острова Суматра, поблизу міста Бандар-Лампунг.
Тривалий час основні генеруючі потужності комплексу Тарахан припадали на установки на основі двигунів внутрішнього згоряння, кількість яких у підсумку досягла семи — одна потужністю 10,5 МВт, три типу SWD 16 TM 410 з показниками по 8,8 МВт та три типу Sulzer 12ZV4/48 потужністю по 6,3 МВт (з числа останніх дві запустили у 1985 та одну в 1987 роках). Крім того, на цьому ж майданчику в якийсь момент змонтували встановлену на роботу у відкритому циклі газову турбіну потужністю 21 МВт. Як паливо все це обладнання використовувало нафтопродукти.
Також наприкінці 2000-го у Тарахані з'явилась друга газова турбіна потужністю 30 МВт. Вона належала до спорудженої у 1998 році мобільної теплової електростанції, обладнання якої було змонтоване на баржі. До перебазування у Тарахан ця плавуча ТЕС вже встигла попрацювати у Банджермасіні (південно-східний Калімантан), а потім короткочасно подавала енергію для острова Мадура на період ремонту підводної ЛЕП. Плавуча станція перебувала біля узбережжя Лампунга кілька років, після чого її перебазували до Палембангу.
У 2007 році у Тарахані став до ладу другий електроенергетичний майданчик, на якому ввели в дію два розраховані на використання вугілля конденсаційні блоки, обладнані паровими турбінами потужністю по 100 МВт. Блоки носили номера 3 та 4, при цьому проект спорудження блоків 1 та 2 у підсумку так і не змогли реалізувати.
Тим часом технічний стан попереднього обладнання суттєво погіршився, що передусім пояснювалось шкідливим впливом розташованого поруч потужного вугільного терміналу, з якого вітер ніс пилюку. Станом на 2011 рік сукупний номінальний показник семи дизель-генераторних установок зменшився з 55 МВт до 35 МВт, при цьому фактично в роботи залишалось лише дві SWD із сукупним показником 10,7 МВт. Потужність газової турбіни рахувалась як 16 МВт і вона практично не працювала.
У 2015—2016 роках поблизу конденсаційних блоків змонтували 11 нових установок на основі двигунів внутрішнього згоряння. Цей проект, відомий як New Tarahan, має потужність у 24 МВт.
У 2016-му також став до ладу третій генеруючий майданчик, на якому розмістили 4 встановлені на роботу у відкритому циклі газові турбіни потужністю по 25 МВт, призначені для покриття пікових навантажень.
Введені у другій половині 2010-х нові потужності розраховані на споживання природного газу, який постачають з району Лабухан-Марінггай (через останній проходить потужна система Південна Суматра – Західна Ява і розміщений термінал ЗПГ Лампунг). Добове споживання блакитного палива становить біля 0,7 млн м3 на добу, з яких понад 80 % споживає мобільна газотурбінна станція.
Видача продукції відбувається по ЛЕП, розрахованій на роботу під напругою 150 кВ.